# Hans Lagerwall
Hans Lagerwall (* 1. März 1941 in Göteborg; † 5. Oktober 2022 ebenda) war ein schwedischer Fechter.

## Biografie
Hans Lagerwall nahm an den Olympischen Sommerspielen 1960 und 1964 teil. Darüber hinaus gewann er bei den Weltmeisterschaften zwei Silber- sowie zwei Bronzemedaillen. 1962 gewann er mit Göteborgs Fäktklubb den Coupe d’Europe.
Seine Schwester Christina Lagerwall nahm ebenfalls 1960 an den Olympischen Spielen als Fechterin teil.